# Decimale breuk
Een decimale breuk is een breuk met als noemer een macht van 10, dus 10, 100, 1000, etc. Decimale breuken worden doorgaans niet als breuk geschreven maar als een rij cijfers, waarbij de fractie gescheiden wordt van het gehele deel door een decimaalteken: meestal een komma (in de meeste landen) of een punt (in Angelsaksische landen). In programmeertalen is het steeds een punt. De cijfers achter de komma worden decimalen genoemd.
Grotere getallen worden vaak in groepjes van drie cijfers verdeeld, waarbij een punt als scheidingsteken wordt gebruikt als het decimaalteken een komma is, en een komma als het decimaalteken een punt is. Dat dit verwarring geeft, hoeft geen betoog. De moderne richtlijn is dat er een spatie als scheidingsteken wordt gebruikt.
Ieder reëel getal kan geschreven worden als een, mogelijk oneindige, decimale breuk. Met willekeurige nauwkeurigheid kan ieder reëel getal worden benaderd door een eindige decimale breuk (afronding).
Eindige decimale breuken zijn rationale getallen (breuken), maar niet alle breuken leveren eindige decimale breuken op. Zo is 1 : 3 = 0,333 333 33... Een oneindige decimale breuk is een rationaal getal dan en slechts dan als deze repeterend is.
Achter het laatste cijfer van een eindige decimale breuk kan een willekeurig aantal nullen geplaatst worden zonder dat de waarde van de breuk verandert: 0,5 en 0,50 hebben dezelfde waarde. Dat komt doordat 12 gelijk is aan 510 (0,5) maar ook aan 50100 (0,50) en aan 5001000 (0,500). Toch is er verschil, en wel in de fout of onnauwkeurigheid. Zegt men dat een afstand 4,5 km is, dan is dat iets tussen 4,45 en 4,55 km, dus een mogelijk afwijking van 50 meter. Schrijft men 4,500 km, dan is dat op een meter nauwkeurig.

## Staartdeling
Elk rationale getal kan als decimale breuk, al dan niet repeterend, worden geschreven. Dit kan ingezien worden door de deling van teller en noemer uit te voeren als een staartdeling.
Elke breuk, als de uitkomst géén geheel getal of een decimale breuk met een eindig aantal decimalen is, is altijd een repeterende decimale breuk. Onderstaand voorbeeld maakt duidelijk waarom dat zo is. In het voorbeeld wordt 7 gedeeld door 13. Hieronder staat een deel van de staartdeling (Nederlandse notatie):
```
  13 / 7,00000000 \ 0,538461...
       
6,5

         50
         
39

         110
         
104

           60
           
52

            80
            
78

             20
             
13

              7
```

Nu is er een rest 7, waardoor er een situatie ontstaat die al eerder is opgetreden. Het herhaalt zich en er ontstaat een repeterend gedeelte.
Bij een deling door 13 kunnen hooguit 13 verschillende resten ontstaan, van 0 tot en met 12. Bij rest 0 gaat de deling op, een andere rest is nieuw of al eerder voorgekomen. In het laatste geval ontstaat er een herhaling. Bij een deler {\displaystyle n} klopt de deling na hoogstens {\displaystyle n} stappen of treedt er een herhaling op.
Conclusie: iedere breuk van het type mn, waarbij {\displaystyle m} en {\displaystyle n} gehele getallen zijn, is
- ofwel een geheel getal, bijvoorbeeld 84 = 2,
- ofwel een eindige decimale breuk, bijvoorbeeld: 58 = 0,625.
- ofwel een repeterende breuk waarin na ten hoogste {\displaystyle n-1} decimalen een herhaling optreedt.

Om aan te geven dat er sprake is van een repeterende breuk, wordt wanneer met de hand wordt geschreven door het eerste en het laatste cijfer van het repeterende deel een schuine streep gezet, maar er zijn meer mogelijkheden. Een streep boven het repeterende deel komt veel voor. Bijvoorbeeld 0,/538461/ of 0,(538461) en 0,538461 zijn hetzelfde.
Het is nodig het repeterende deel apart aan te geven, omdat er anders geen verschil te zien is tussen 0,3 = 310 en 0,/3/ = 13. Overigens is het niet zo dat de herhaling altijd direct na de komma begint: bij 1112 = 0,91/6/ doen de eerste twee decimalen niet mee aan de herhaling. Daardoor is een notatie als 0,916... dubbelzinnig. Wordt toch gekozen voor een notatie met puntjes, dan kan het repeterende deel het best twee maal worden opgeschreven: 713 = 0,538461538461....
Eindige decimale breuken treden alleen op als bij het ontbinden in priemfactoren van de noemer alleen de cijfers 2 en 5 voorkomen. Aangezien 2 × 5 = 10 kan zo'n noemer namelijk naar een hele macht van 10 worden omgezet: 15 = 210, 12 = 510, 14 = 25100 enzovoorts.

## Historie
Voor 1600 werd voor het rekenen met niet-gehele getallen normaal gesproken gewerkt met algemene breuken, gebaseerd op handige noemers. Er waren wel gestandaardiseerde methoden die met 60-tallige breuken werkten, maar over het algemeen was het heel moeilijk om aan de breuk te zien in hoeverre die het gewenste niet-gehele getal werkelijk benaderde. Decimale breuken werden al wel gebruikt, maar alleen om te kunnen worteltrekken. In het dagelijks leven werkte men daar niet mee.
In 1586 schreef Simon Stevin zijn beroemde werk De Thiende, waarin hij het algemeen gebruik van breuken op basis van het tientallig stelsel beschreef. Hij gebruikte daarvoor nog niet de notatie met een decimale punt of decimale komma zoals wij dat nu doen, maar een notatie waar achter elk cijfer in een cirkel de (negatieve) macht van 10 kwam te staan die op dat cijfer van toepassing was. Wat men nu als 6,87 schrijft, schreef Simon Stevin als 6⓪8①7②. Dat is dus 6×100+8×10-1+7×10-2.
Pas toen Bartholomaeus Pitiscus in zijn trigonometrische tabellen in 1612 de decimale scheiding in de vorm van een punt gebruikte en dit gebruik in 1614 en 1619 door John Napier in zijn artikelen over logaritmen werd erkend, werd de huidige notatie van de decimale breuk in gebruik genomen.